# Anja Harteros
Anja Harteros (nascida em 23 de julho de 1972) é uma soprano de ópera alemã. Em 1999 tornou-se a primeira alemã a ganhar o concurso Cardiff Cantora do Mundo.

## Biografia
Harteros nasceu em Bergneustadt, Renânia do Norte-Vestfália, de pai grego e mãe alemã e tem dois irmãos, Alexia e Georgios. Em criança foi encorajada pelos pais a estudar música clássica e canto. Eventualmente o seu professor de música da Wüllenweber-Gymnasium em Bergneustadt, August Wilhelm Welp, reparou que tinha talento considerável e recomendou que fosse educada como cantora profissional. Aos 14 anos (em 1986) a sua educação vocal com Astrid Huber-Aulmann em Gummersbach, em simultâneo com a sua escolaridade.
As suas primeiras apresentações foram em música do instituto de concertos e em 1990 numa escola de produção de As bodas de Fígaro, como a Condessa. Em 1992 ela deu o seu primeiro concerto a Suíça no Kantonsschule Schwyz.
A partir de 1990 a sua educação musical foi confiada, ao condutor e repetiteur tecnicamente experiente Wolfgang Kastorp na Ópera de Colónia, que a acompanhou em uma série de concertos.
Depois de concluir o ensino médio em 1991, Harteros continuou os seus estudos de voz em Liselotte Hammes na Universidade de Música da Colónia. O professor de canto, Huber-Aulmann, continuou a ensiná-la até o início de 1996, e em 1993 e 1994 Harteros acompanhou Huber-Aulmann em espetáculos à Rússia e aos Estados Unidos, que atraiu muita atenção para a cantora.
Pouco antes dos exames finais, ela foi admitida como membro permanente do ensemble no Schillertheater em Gelsenkirchen e Wuppertal. Depois os seus exames em 1995, ela foi dada uma posição permanente com o conjunto da opera em Bona.
No verão de 1999, ela ganhou o concurso BBC Cardiff Cantora do Mundo, o que levou a muitos convites para concertos e performances como convidada. Este foi o grande avanço para a sua carreira: desde então, ela apareceu como convidada em todas as principais casas de ópera do mundo, incluindo Frankfurt, Lyon, Amesterdão, Dresden, Paris, Hamburgo, Viena, Nova Iorque (Metropolitan Opera), Munique, Colônia e Berlim (Deutsche Oper), bem como o Salzburger Festspiele. Ela também tem dado concertos e Lieder recitais por toda a Alemanha, assim como em Boston, Florença, Londres, Edimburgo, Vicenza e Tel Aviv. Em 2005 ela cantou o papel-título numa nova produção de Händel do Alcina no festival de ópera em Munique.
Seu repertório inclui os papéis de Mimì (La bohème), Desdemona (Otello), Micaëla (Carmen), Eva (Die Meistersinger von Nürnberg), Elisabeth (Tannhäuser), Fiordiligi (Così fan tutte), Contessa (Le nozze di Figaro), Arabella (Arabella), Alice Ford (Falstaff), e Alcina.
Em 2004, ela cantou o seu primeiro Violetta em La traviata , e em 2005 o seu primeiro Amelia em Simon Boccanegra  com a San Diego Opera.
Em 2015, Harteros com Jonas Kaufmann e Antonio Pappano colaborou num estúdio de gravação de Verdi Aida.